# Hovedrengøring i Hjemmet
Hovedrengøring i Hjemmet (også distribueret som Hovedrengøring) er en dansk stumfilm fra 1910 produceret af Nordisk Films Kompagni. Filmens hovedrolle som Grosserer Pax spilles af Sofus Wolder. Instruktøren er ukendt.
Filmen havde dansk biografpremiere den 10. november 1910 i Biograf-Theatret. Den blev distribueret i tysktalende lande som Grossreinmachen og i engelsktalende lande som A Happy Home. 

## Handling
Grosserer Pax kommer hjem efter en travl dag på arbejdet, og glæder sig til at komme hjem og hygge sig. Men hustruen har planlagt at foretage hovedrengøring, og han bliver eftertrykkeligt mindet om det, da han kommer hjem.

## Medvirkende
- Sofus Wolder, Grosserer Pax
- Ella la Cour
- Mathilde Felumb Friis
- Poul Skondrup
- Maja Bjerre-Lind